# Organization for Ethical Source
Organization for Ethical Source（OES）は、コラライン・アダ・エムケによって2020年12月に設立された非営利団体であり、「ソフトウェアの自由は常に人間の自由に奉仕すべきである」という理念を推進するエシカルソース運動を支援するために設立された。この団体は「技術者たちが自らの仕事を社会的善のために使われるようにし、害を最小限に抑えるためのツールとリソースを提供すること」に専念している。また、オープンソース技術に貢献する者やその影響を受ける者たちに対して、「公正で倫理的かつ社会貢献的な結果を促進する」ためのツールも開発している。
この団体は、オープンソースにおける倫理と社会的責任を促進するエシカルソース運動を支援することを目指している。この運動は、医療におけるヒポクラテスの誓いに着想を得た新たな種類のライセンス、ヒポクラテスライセンスを生み出した。このライセンスは、実効性に欠けることやオープンソースではないことを理由に批判を受けている。この批判はOpen Source Initiativeの共同創設者でありオープンソースの定義の著者でもあるブルース・ペレンズによってもなされている。このライセンスは、オープンソース運動内で議論を引き起こしている。ヒポクラテスライセンスは、フリーソフトウェア財団によって非自由なソフトウェアライセンスに分類されている。また、Open Source InitiativeはTwitter上で、このライセンスはオープンソースの定義に適合するオープンソースソフトウェアライセンスではなく、このライセンスの下で配布されるソフトウェアもオープンソースではないと表明している。
2021年にリチャード・ストールマンがFSF理事会に復帰した際に発生した論争において、OESはこれに反対する声明を発表し、数千人の署名を集めた公開書簡の署名団体の一つとなった。